# Death of a Nation
Death of a Nation est un DVD live du groupe de punk américain Anti-Flag. Il a été enregistré pendant les différents concerts de la tournée de The Terror State en Amérique du Nord.

## Liste des pistes
| Death of a Nation | Death of a Nation                                          | Death of a Nation | Death of a Nation | Death of a Nation | Death of a Nation | Death of a Nation | Death of a Nation | Death of a Nation | Death of a Nation |
| No                | Titre                                                      | Durée             |                   |                   |                   |                   |                   |                   |                   |
| ----------------- | ---------------------------------------------------------- | ----------------- | ----------------- | ----------------- | ----------------- | ----------------- | ----------------- | ----------------- | ----------------- |
| 1.                | Death of a Nation                                          | 1:58              |                   |                   |                   |                   |                   |                   |                   |
| 2.                | Turncoat                                                   | 2:22              |                   |                   |                   |                   |                   |                   |                   |
| 3.                | Got The Numbers                                            | 2:52              |                   |                   |                   |                   |                   |                   |                   |
| 4.                | You Can Kill The Protester, But You Can't Kill The Protest | 2:21              |                   |                   |                   |                   |                   |                   |                   |
| 5.                | This Machine Kills Fascists                                | 2:10              |                   |                   |                   |                   |                   |                   |                   |
| 6.                | Underground Network                                        | 3:27              |                   |                   |                   |                   |                   |                   |                   |
| 7.                | Rank-N-File                                                | 3:42              |                   |                   |                   |                   |                   |                   |                   |
| 8.                | Bring Out Your Dead                                        | 2:09              |                   |                   |                   |                   |                   |                   |                   |
| 9.                | Captain Anarchy                                            | 2:42              |                   |                   |                   |                   |                   |                   |                   |
| 10.               | Sold As Freedom                                            | 2:13              |                   |                   |                   |                   |                   |                   |                   |
| 11.               | No Borders, No Nations                                     | 3:00              |                   |                   |                   |                   |                   |                   |                   |
| 12.               | Tearing Everyone Down                                      | 2:53              |                   |                   |                   |                   |                   |                   |                   |
| 13.               | 911 For Peace                                              | 3:20              |                   |                   |                   |                   |                   |                   |                   |
| 14.               | Mind The G.A.T.T.                                          | 3:01              |                   |                   |                   |                   |                   |                   |                   |
| 15.               | Power To The Peaceful                                      | 2:53              |                   |                   |                   |                   |                   |                   |                   |
| 16.               | Angry, Young And Poor                                      | 2:41              |                   |                   |                   |                   |                   |                   |                   |
| 17.               | Watch The Right                                            | 2:44              |                   |                   |                   |                   |                   |                   |                   |
| 18.               | A New Kind of Army                                         | 3:36              |                   |                   |                   |                   |                   |                   |                   |
| 19.               | Post-War Breakout                                          | 2:42              |                   |                   |                   |                   |                   |                   |                   |
| 20.               | Spaz's House Destruction Party                             | 3:21              |                   |                   |                   |                   |                   |                   |                   |
| 21.               | That's Youth                                               | 3:03              |                   |                   |                   |                   |                   |                   |                   |
| 22.               | Die For The Government                                     | 3:23              |                   |                   |                   |                   |                   |                   |                   |
| 23.               | Fuck The Flag                                              | 2:14              |                   |                   |                   |                   |                   |                   |                   |
| 1:00:47           |                                                            |                   |                   |                   |                   |                   |                   |                   |                   |

## Bonus
- Clip vidéo de Death of a Nation (inédit)
- Clip vidéo de Post-War Breakout (inédit)
- Clip vidéo de Turncoat
- Making-of du clip vidéo de Turncoat
- Interview du groupe
- Live Radio Show
- Coulisses de la tournée